# Hurepoix
L'Hurepoix /yʁˈpwa/ è un'antica provincia e una regione naturale della Francia, situata a sud-ovest della regione dell'Île-de-France, compresa principalmente nel dipartimento dell'Essonne e con parti dei territori dei dipartimenti delle Yvelines, degli Hauts-de-Seine e della Val-de-Marne. La sua capitale storica è stata la città di Dourdan, mentre attualmente la città più importante è Évry.
La regione è limitata a nord dalla città di Parigi, ad ovest dalla foresta di Rambouillet, che si trova nella regione del Mantois, ad est dal fiume Senna e dalle foreste di Fontainebleau (Gâtinais) e di Sénart (Brie), a sud dalla pianura della Beauce.
Dal punto di vista geologico il suolo, come in tutto il bacino parigino, è costituito da strati di marna, sabbia e argilla. In alcuni punti si trovano resti di sedimenti marini (löss).
I principali corsi d'acqua sono i fiumi Essonne, Juine, Orge, Yvette, Bièvre, Rémarde e Renarde. Vi si trovano le foreste di Verrières-le-Buisson e di Dourdan.
Il toponimo Hurepoix deriva dall'unione dei termini herr ("signore" in tedesco) e pic, in riferimento alle sommità degli altopiani che separano le pianure della Beauce e della Brie.
Si tratta di una regione prevalentemente agricola nella sua parte meridionale, fortemente urbanizzata nella sua parte settentrionale in seguito alla vicinanza con Parigi. A partire dal 1946 ha dato il nome ufficiale ad una piccola regione agricola interdipartimentale (compresa nei dipartimenti delle Yvelines e dell'Essonne).
Le principali città dell'Hurepoix sono: Antony, Arpajon, Athis-Mons, Corbeil-Essonnes, Dourdan, Évry, Massy, Montlhéry, Orsay, Palaiseau, Villebon-sur-Yvette, Savigny-sur-Orge.